# Arado Ar 199
Arado Ar 199 – niemiecki wodnosamolot wyprodukowany w wytwórni Arado Flugzeugwerke. Zbudowano dwa prototypy, których produkcja nie była dalej rozwijana.

## Historia
Samolot został zaprojektowany w 1938 roku miał pełnić rolę standardowego samolotu szkolno treningowego dla załóg wodnosamolotów. Prototyp Ar 199 V1 został oblatany w 1939 r. Maszyna ostała zaprojektowana jako rozwinięcie Arado Ar 79. Konstrukcja została wzmocniona w porównaniu z poprzednikiem, dostosowano ją do startu z okrętowej katapulty. Zbudowano dodatkowo prototypy V2 i V3, wszystkie maszyny były wyposażone w silnik Argus As 410 C o mocy 450 KM napędzający dwułopatowe śmigło o regulowanym skoku.
Maszyna nie była produkowana seryjnie a dwa wybudowane egzemplarze z cywilnymi znakami rejestracyjnymi D-IRFB i D-ISBC w 1939 roku zostały przejęte przez Luftwaffe, gdzie były używane jako samoloty treningowe.

## Konstrukcja
Samolot był wolnonośnym dolnopłatem o metalowej konstrukcji z płóciennym pokryciem skrzydeł i sterów. Silnik rzędowy, 12 cylindrowy, chłodzony powietrzem napędzający dwułopatowe śmigło. Podwozie składało się z dwóch pływaków, maszyna wyposażona była w zaczep do startów z katapult okrętowych. Samoloty nie były uzbrojone.